# Djimla
Djimla là một đô thị thuộc tỉnh Jijel, Algérie. Dân số thời điểm năm 2002 là 15.513 người.